# 3001 (Mooch)
3001 is het debuutalbum van de Britse muziekgroep Mooch. Al snel werd duidelijk dat achter die band maar één persoon zat: Stephen Palmer. De muziek is een mengeling van spacerock, ambient en soms ook dance. Op dit album overheerst de spacerock. Dat is niet zo verwondelijk want het thema van dit album is een ruimtereis met het schip Al-Jabr naar β-Hydrii, 22 lichtjaar vanuit hier. 
3001 verscheen eerst alleen op muziekcassette, een jaar later ook op compact disc.

## Musici
- Stephen Palmer – gitaar, toetsinstrumenten
- Andy Woodhouse – spreekstem van gezagvoerder

## Muziek
| Nr. | Titel               | Duur  |
| --- | ------------------- | ----- |
| 1.  | Laser sail starship | 22:31 |
| 2.  | β-Hydrii            | 10:24 |
| 3.  | Cloud deck          | 4:35  |
| 4.  | Alien ritual        | 10:19 |
| 5.  | Alien conciousness  | 4:03  |